# Birgit Nilssonová
Birgit Nilssonová (17. května 1918, Västra Karup – 25. prosince 2005, Västra Karup) byla švédská operní pěvkyně. Začínala jako lyrický soprán, ale pozvolna se přesunula k dramatické poloze. Časopis Harmonie ji v nekrologu označil za „největší wagnerovský soprán po druhé světové válce“.

## Život
Narodila se ve farmářské rodině, což jí komplikovalo počátek kariéry, neboť mnozí švédští pedagogové nevěřili, že farmářská dívka může zpívat operu.
Nakonec ale vystudovala Královskou konzervatoř ve Stockholmu. Roku 1946 debutovala ve stockholmské Královské opeře jako Agatha ve Weberově Čarostřelci.

Pozornost vzbudila v roce 1947 jako Lady Macbeth v opeře Macbeth Giuseppe Verdiho v Královské švédské národní opeře (Kungliga Operan) ve Stockholmu pod vedením Fritze Busche (1890–1951). Ten velmi rychle poznal její velký talent a okamžitě ji angažoval. Po turné v Německu a Itálii se stala členkou souboru Královské švédské národní opery. Busch jí také obstaral angažmá na „Glyndebourne Opera Festival" v roce 1951, kde vystoupila jako Elektra v Mozartově Idomeneovi. V roce 1953 zpívala na koncertě v Bayreuthu pod Paulem Hindemithem sólovou část v Beethovenově 9. symfonii. V roce 1954 byla jmenována švédskou dvorní zpěvačkou. Ve stejném roce se poprvé objevila ve Vídeňské státní opeře a uvedla svůj divadelní debut na Bayreuthském festivalu jako Elsa ve Wagnerově opeře Lohengrin. Spolupracovala úzce s Wolfgangem Wagnerem a Karlem Böhmem. Šlo o šťastné spojení a Bayreuth se stal místem její slávy na dalších 16 let. Na Bayreuthském festivalu vystupovala až do roku 1970 a byla zvláště úspěšná jako Brünnhilda ve Wagnerově opeře Prsten Nibelungův a jako Isolda v opeře Tristan a Isolda. Proslulou je zejména nahrávka pod taktovkou Georga Soltiho z roku 1966 v nahrávací společnosti Decca. Její vystupování v Bayreuthu společně s Wolfgangem Windgassenem pod vedením Karla Böhma jsou dodnes považována za mýtus a nepřekonatelné hvězdné okamžiky festivalu.

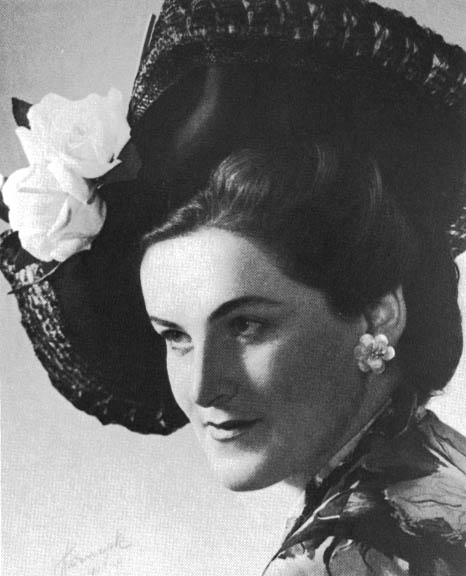
Birgit Nilson (1948)

Úspěchy však sbírala i jinde. V roce 1956 debutovala v Hollywoodu, Chicagu a San Francisku. V La Scale roku 1958 jako Pucciniho Turandot (Jako Turandot je rovněž zobrazena na švédských poštovních známkách). V Severní Americe dobyla v roce 1959 Metropolitní operu v New Yorku jako Isolda ve Wagnerově opeře Tristan a Isolda. Do jejího repertoáru patřila též Straussova Elektra a Salome. Vystupovala na mnoha velkých jevištích, včetně Mnichova, Vídně, Berlína, Tokia, Paříže, Milána, Buenos Aires, Chicaga, San Francisca a Hamburku. Senzací bylo její ztvárnění Turandot roku 1969 v aréně di Verona a její Isolda spolu s Jonem Vickersem ve starobylém amfiteátru Orange v jižní Francii v roce 1973. Ve stejném roce uskutečnila tři koncerty při otevření opery v Sydney. Pěveckou kariéru ukončila roku 1982. Od té doby předávala své zkušenosti jako vokální pedagožka. V roce 1996 byla ve Švédsku publikována její autobiografie, která vyšla v Německu pod názvem Můj život pro operu („Mein Leben für die Oper "). V roce 1968 se stala čestným členem Vídeňské filharmonie. První cenu Grammy získala v roce 1960 za Turandot s Erichem Lehnsdorfem. Společně s Georgem Soltim dostala v roce 1966 ocenění za nejlepší operní nahrávku („Best opera Recording").V roce 2002 získala za velmi výrazné Wagnerovy interpretace cenu Antona Seidla od společnosti Wagner Society v New Yorku.
V posledních letech svého života trpěla vážnými onemocněními srdce a ledvin. Zemřela o Vánocích, dne 25. prosince 2005 ve svém domě v Bjärlöv, malé vesnici poblíž Kristianstad ve Skåne, jižní Švédsko, ve stejném kraji, kde se narodila.. Její smrt však byla zveřejněna až 11. ledna 2006 po pohřbu na venkovském hřbitově jejího rodiště Västra Karup. Diva tam byla pohřbena vedle rodičů, otce Nils Svenssona a matky Justiny Pälsonové. Okolnosti smrti nebyly oznámeny.

## Archiv Birgit Nilson
Archiv dvorní zpěvačky darovala rodina Birgit Nilssonové Královské knihovně Stockholm (švédsky „Kungliga biblioteket"). Archiv byl otevřen vědcům 16. května 2008 a obsahuje její oficiální korespondenci, rukopisy, deníky, fotografie, poznámky a výstřižky z novin.

## Cena Birgit-Nilsson
V roce 1988, u příležitosti 350. výročí vzniku Nového Švédska, prvního švédského osídlení v Americe, vytvořila americko-skandinávská nadace cenu („American-Scandinavian Foundation ") pro nadějné mladé americké operní zpěváky, cenu Birgit Nilsson. Nilsson osobně předsedala několika soutěžím.
Tři roky po její smrti v prosinci 2008 nadace Birgit Nilsson Foundation oznámila, že každé dva až tři roky udělí cenu koncertnímu nebo opernímu zpěvákovi, klasickému nebo opernímu dirigentovi nebo konkrétní produkci operní společnosti. Cenu financovala sama Nilsson. Nadace uvedla, že Nilsson si vybrala prvního vítěze, který bude vyhlášen na začátku roku 2009. Dne 20. února 2009 byl vyhlášen španělský tenor Plácido Domingo jako inaugurační příjemce ceny, která s sebou nesla peněžní odměnu jeden milion amerických dolarů. První slavnostní předání cen se uskutečnilo v Královské švédské opeře 13. října 2009. Švédský král Karel XVI Gustav osobně předal cenu určenému vítězi. Nadace pak zřídila mezinárodní porotu, aby vydávala doporučení pro budoucí ceny. Druhým vítězem ceny Birgit Nilsson byl italský dirigent Riccardo Muti, který získal cenu ve Stockholmu dne 13. října 2011 za své úsilí v operním a koncertním životě. Třetím příjemcem ceny byla v roce 2014 Vídeňská filharmonie. Slavnostní předání ceny Birgit Nilsson v roce 2018 se konalo 1. října 2018. Obdržela ji švédská sopranistka Nina Stemme. Cenu na slavnostním vyhlášení v Královské švédské opeře ve Stockholmu předával král Karel XVI. Gustav spolu s královnou Silvií.
Cena Birgit Nilson se dává také při mezinárodní pěvecké soutěži mladých operních talentů, Operalia. Při ní každoročně soutěží čtyřicet vybraných uchazečů. Tuto soutěž založil v roce 1993 Plácido Domingo. Cena je za vystoupení v německém repertoáru Richarda Strausse a Richarda Wagnera a v seznamu oceněných uchazečů se na operalii objevuje od roku 2012, kdy ji získal americký tenorista Brian Jagde.

## Muzeum Birgit-Nilsson
Muzeum Birgit Nilsson bylo slavnostně otevřeno v květnu 2010 v osadě Svenstad, západně od Båstad. Muzeum je zasazeno do autentického prostředí stejného selského dvora, v jakém operní zpěvačka ve venkovském odloučení kdysi vyrůstala. Nabízí příležitost pro prohlídky s průvodcem v obytném domě, kde lze mimo jiné vidět nábytek, fotografie a další soukromé věci, zatímco průvodce hovoří o výchově Birgit Nilsson a o její cestě k hudbě. Kromě toho si návštěvníci mohou prohlédnout výstavu „Birgit Nilsson – momenty a tóny“, která byla otevřena od sezóny 2012 a je vybavena zvukovým průvodcem (švédština, angličtina a němčina). Zde mohou návštěvníci poslouchat nahrávky, sledovat filmové klipy a sdílet své soukromé předměty a vzpomínky. V muzeu je kavárna a obchod s hudbou, DVD, knihami a suvenýry.

## Nahrávky (výběr)
- Richard Wagner: Der Ring des Nibelungen, s Birgit Nilsson, Wolfgang Windgassen, Christa Ludwig, Kirsten Flagstad, Hans Hotter, James King, Gottlob Frick, dirigent: Georg Solti, Vídeňští filharmonikové, DECCA 2015
- Richard Wagner: Tristan und Isolde, s Birgit Nilsson, Wolfgang Windgassen, Christa Ludwig, Eberhard Waechter, Bayreuther Festspiele 1966, dirigent: Karl Böhm, DG 1998.
- Giacomo Puccini: Turandot, s Birgit Nilsson, Franco Corelli, Renata Scotto, dirigent: Francesco Molinari-Pradelli, EMI 1998.
- Richard Strauss: Salome (Strauss), s Birgit Nilsson, Gerhard Stolze, Grace Hoffmann, Eberhard Waechter, Waldemar Kmentt, dirigent: Georg Solti, Wiener Philharmoniker, nahrávka z roku 1961.
- Richard Strauss: Elektra, s Birgit Nilsson, Leonie Rysanek, Mignon Dunn, Donald McIntyre, Robert Nagy, dirigent: James Levine, Metropolitan Opera New York, 16. únor 1980, Deutsche Grammophon, DVD, live.
- Richard Strauss: Elektra, s Birgit Nilsson, Leonie Rysanek, Regina Resnik, Eberhard Waechter, Wolfgang Windgassen, dirigent: Karl Böhm, Wiener Staatsoper 1965, Orfeo 2016.
- Richard Strauss: Die Frau ohne Schatten, s James King (císař), Leonie Rysanek (císařovna), Walter Berry (Barak, barvíř), Birgit Nilsson (barvířova žena), Ruth Hesse (chůva), orchester Wiener Staatsoper, dirigent Karl Böhm, DG 1977, live, zkráceno.